# Ballota byblensis
Ballota byblensis là một loài thực vật có hoa trong họ Hoa môi. Loài này được Semaan & R.M.Haber mô tả khoa học đầu tiên năm 2004.